# Bescherming Bevolking

Vlag met logo

De Bescherming Bevolking (BB) was de Nederlandse organisatie voor civiele bescherming die in 1952 werd opgericht om de bevolking in tijd van oorlog te kunnen beschermen. De organisatie was opgezet naar Brits model, waar de civiele bescherming een belangrijke rol speelde tijdens de Tweede Wereldoorlog.

## Functie
De taak die de overheid aan de Bescherming Bevolking had toebedeeld, was die van het verrichten van hulp aan de bevolking onder bijzondere omstandigheden, zoals de gevolgen van oorlogshandelingen, maar ook grootschalige rampenbestrijding. Ze kende onder meer een brandweerdienst, een eerstehulpdienst en een reddingsdienst. De BB werd ook belast met het voorlichten van de burgers. Begin jaren 50 ging men nog uit van een oorlog met conventionele wapens, maar vanaf de tweede helft van de jaren 50 ging men ervan uit dat de Derde Wereldoorlog zeer waarschijnlijk met kernwapens zou worden uitgevochten.

## Vrijwilligers
De BB had een kern van medewerkers in overheidsdienst en verder bestond de organisatie uit vrijwilligers. In 1956 telde de organisatie ruim 160.000 vrijwilligers. Er waren ongeveer 200.000 medewerkers nodig om de organisatie volledig te bemannen. Ondanks een intensieve wervingsactie lukte het niet om de organisatie compleet te krijgen. In de beste jaren bestond de organisatie uit ten hoogste 156.000 man.

## Noodwachtplichtigen
Intussen was de militaire dreiging sterk gewijzigd. De wereld moest zich voorbereiden op de mogelijkheid van een kernoorlog. Er werd een nieuw organisatieonderdeel opgericht, de ABC-dienst, voor beschermingsmaatregelen bij oorlogvoering met atoomwapens (kernwapens), biologische wapens en chemische wapens. Men dacht daarvoor ongeveer 40.000 getrainde functionarissen nodig te hebben.
Om volledige bemanning van de organisatie te bereiken werd in 1958 de noodwachtplicht ingevoerd. Mannen die buitengewoon dienstplichtig waren, werden verplicht noodwachter bij de BB. Na invoering van de verplichte deelname kwam de organisatie in korte tijd op sterkte en geleidelijk aan verdween de vrijwillige BB'er. Tot de opheffing van de BB in 1986 bleef de noodwachtplicht van kracht.
Een andere maatregel was dat in 1956 het Korps Mobiele Colonnes (KMC) werd ingesteld, een legeronderdeel dat voornamelijk tot doel had de BB bij te kunnen staan bij calamiteiten, door mankracht en materieel beschikbaar te stellen. Het KMC heeft tot eind 1992 bestaan en werd bemand door herhalingsplichtigen (soldaten en onderofficieren) en reserveplichtigen (officieren) van alle 3 de krijgsmachtonderdelen: landmacht, luchtmacht en marine, die niet meer op herhaling hoefden te komen bij het onderdeel waar zij hun dienstplicht hadden vervuld. Zij werden in enkele weken voorbereid op hun taak door een kleine staf van beroepsmilitairen. Het KMC was gehuisvest op de Legerplaats Crailo in Laren N.H. en bestond uit 3 onderdelen: brandweer, reddingsdienst en geneeskundige dienst.

## Voorlichting
De Nederlandse overheid en haar organisatie BB hielden ernstig rekening met een beperkte aanval met kernwapens op Nederlandse vliegvelden en havengebieden. Men zag goede mogelijkheden om zo'n ramp te kunnen doorstaan, mits men zich terdege zou voorbereiden.
In 1961 werd een pakket van vier brochures huis-aan-huis bezorgd met als titel "Wenken voor de bescherming van uw gezin en uzelf". Hierin adviseerde de overheid de burger hoe in huis te handelen bij met name bombardementen (met kernwapens). De teneur was dat als men thuis de juiste maatregelen trof het allemaal wel mee zou vallen. Voor schrijver en activist Harry Mulisch was deze voorlichtingscampagne aanleiding bliksemsnel een persiflage te schrijven met als titel "Wenken voor de bescherming van uw gezin en uzelf tijdens de jongste dag". Een dodelijke satire en een van de oorzaken dat veel burgers het er moeilijk mee hadden de organisatie Bescherming Bevolking serieus te nemen.

## Opheffing
Vanaf de jaren zeventig werd er voortdurend bezuinigd op de BB. Op 7 december 1981 deelde de Minister van Binnenlandse zaken mee dat de BB geleidelijk en gefaseerd zou worden opgedoekt. Formeel werd de BB op 11 juni 1986 opgeheven.

## Museum Bescherming Bevolking

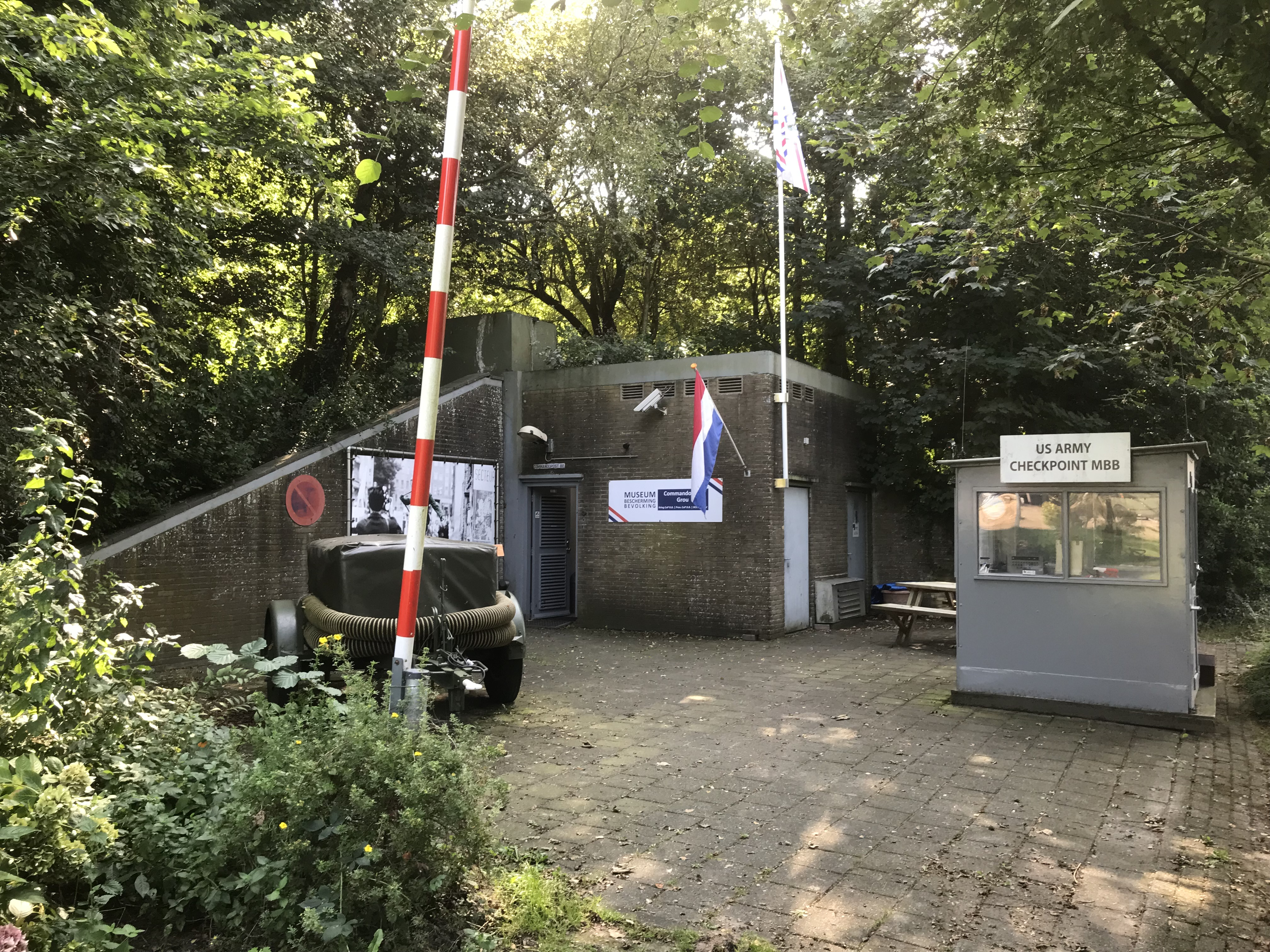
De toegang tot de commandopost te Grou.

In het jaar 2000 is de stichting NCBB (Nationale Collectie Bescherming Bevolking) opgericht. Deze stichting heeft de BB-commandopost in het Bunkercomplex Overvoorde in volledig oorspronkelijke staat hersteld, zodat het geheel in combinatie met de door de Duitsers gebouwde bunkers voor bezoekers toegankelijk kon worden gesteld.
In 2014 is de stichting NCBB opgegaan in het Nederlands Veiligheidsinstituut (sinds 2022: Korpora, Erfgoed Publieke Veiligheid). Het museum is verder gegaan onder de naam 'Museum Bescherming Bevolking' (MBB). In Rijswijk is sinds 2018 een deel van het bunkercomplex gerestaureerd en ingericht als museum. Bezoekers kunnen er een indruk krijgen van de taken van de Bescherming Bevolking in de Koude Oorlog.
Een ander deel van het museum bevindt zich in Grou in de provincie Friesland. In deze 1100 m² grote voormalige commandopost van de Bescherming Bevolking konden bij een calamiteit 150 personen, waaronder het dagelijkse bestuur van de provincie Friesland, hun werk voortzetten. De bunker is de grootste in zijn soort in Nederland en de inrichting is nog vrijwel origineel. In de zomermaanden staan er ook voertuigen opgesteld.
In 2020 is de voormalige BB-commandopost in het Fort Nieuwersluis, nu eigendom van Natuurmonumenten, uit museale overwegingen opnieuw ingericht volgens de situatie zoals die in 1965 bestond.

## Verder lezen
- W.G. Hootveld (2008), "De beslissing die nooit genomen werd. Hoe de Bescherming Bevolking niet de nationale rampenbestrijdingsorganisatie werd". Tijdschrift voor Veiligheid, 7, 22-33.
- Bart van der Boom (2000), Atoomgevaar? Dan zeker B.B. - De geschiedenis van de Bescherming Bevolking. Sdu Uitgevers, ISBN 90-12-08852-6
- Tine van Merwijk (december 2007), Rijksdienst Cultureel Erfgoed: Civiele verdediging in het tijdperk van de wederopbouw